# General Electric GE36
General Electric GE36 je bil eksperimentalni propfan letalski motor, ki ga je razvijal ameriški General Electric Aircraft Engines v 1980ih.  Propfan je križanec med turboventilatorskim (turbofan) in turbopropelerskim motorjem. Kdaj se za propfan uporablja tudi oznaka "ventilator brez okvirja" (Unducted fan - UDF) ali pa "odprti rotor" (open rotor). Prednosti propfana so manjša poraba goriva, kar je ta motor tudi uspešno demonstriral. Problem pa je velik hrup med delovanjem in nevarnost v primeru odloma lopatic ventilatorja. V času razvoja so cene nafte padle in posledično tudi zanimanje za propfane. 
GE36 so zasnovali na podlagi vojaškega turbofana General Electric F404 (od lovca F-18). Motor je imel sorazmerno počasi rotirajočo nizkotlačno turbino. Ventilator je imel dva seta krakov, ki sta se vrtela v nasproptnih smereh - podobno kot pri kontrarotirajočem propelerju. Scimitar lopatice so imele nastavljiv vpadni kot. 
GE36 naj bi omogočal potovalno hitrost Mach 0,75, kar je malce manj od trenutnih reaktivnih potniških letal. 